# Panchiko
Panchiko é uma banda britânica de indie rock originária de Nottingham, Inglaterra. Formada entre 1997 e 1998, a banda consistia originalmente no vocalista e guitarrista Owain Davies, no guitarrista/tecladista Andrew "Andy" Wright, no baixista Shaun Ferreday e no baterista John. Um ano após o renascimento do Panchiko em 2020, eles foram acompanhados pelo guitarrista Robert "Rob" Harris e John Schofield, que substituiu o baterista original.
A banda recebeu a atenção do público pela primeira vez em 2016, quando seu EP demo de 2000, D>E>A>T>H>M>E>T>A>L, foi descoberto por um usuário do 4chan em uma loja de caridade em Sherwood, Nottingham, e compartilhado online na seção de discussão musical do quadro de mensagens; o disco foi notavelmente distorcido devido à podridão do disco, emprestando ainda mais mistério ao EP, levando a um cult dedicado e a uma comunidade dedicada a rastrear a banda. Isso era desconhecido para a banda até 2020, quando Davies foi encontrado e contatado por um fã pelo Facebook.
Panchiko lançou desde então dois álbuns de compilação remasterizando suas músicas mais antigas: uma reedição de D>E>A>T>H>M>E>T>A>L combinando seus dois primeiros EPs e Ferric Oxide (Demos 1997-2001). Em dezembro de 2021, a banda realizou seu primeiro show em mais de vinte anos em sua cidade natal, Nottingham, após o qual embarcaram em sua primeira turnê nos Estados Unidos. O álbum de estreia da banda, Failed at Math(s), foi lançado em 5 de maio de 2023, seguido por sua segunda turnê completa nos Estados Unidos. Seu segundo álbum de estúdio, Ginkgo, foi lançado em 4 de abril de 2025. Em novembro de 2021, eles acumularam mais de dez milhões de streams no Spotify. Em janeiro de 2025, eles tinham mais de 1,45 milhão de ouvintes mensais.

## Membros
Em muitos de seus lançamentos, os membros da banda são creditados com "Panchiko" como sobrenome, ou seja, "Andy Panchiko".

#### Membros atuais
- Owain Davies – vocais, guitarra, amostragem, produção, letras (1997–2001, 2020–presente), piano, arte (2020–presente)
- Andrew "Andy" Wright – guitarra, teclado, amostragem, sequenciamento, vocais de apoio, engenharia, produção, letras (1997–2001, 2020–presente), arte (2020–presente)
- Shaun Ferreday – baixo, programação de baixo, efeitos (1997–2001, 2020–presente)
- Robert "Rob" Harris – guitarra (2021–presente)
- John Schofield – bateria, percussão (2021–presente)

#### Membros anteriores
- John – bateria, sequenciamento (1997–2001)

## Discografia

### Álbuns

#### Álbuns de estúdio
- Failed at Math(s) (2023)
- Ginkgo (2025)

#### Ep (extended play)
- D>E>A>T>H>M>E>T>A>L (2000)
- Kicking Cars (2001)